# Asters (Aster)
Slægten Asters (Aster) har mange arter, som er udbredt i Europa, Asien og Nordamerika. Her nævnes blot nogle af de mest kendte, dels vildtvoksende og dels dyrkede arter.
| Beskrevne arter |

- Alpeasters (Aster alpinus)
- Virgilasters (Aster amellus)
- Hjertebladet asters skal søges under Symphyotrichum cordifolium
- Pudeasters skal søges under Symphyotrichum dumosum
- Guldhårasters (Aster linosyris)
- Nyengelsk asters skal søges under Symphyotrichum novae-angliae
- Nybelgisk asters skal søges under Symphyotrichum novi-belgii
- Pilebladet asters (Aster x salignus)
- Strandasters (Aster tripolium)

| Andre arter |

- Aster acer,
- Aster acris,
- Aster ageratoides,
- Aster aitchisonii,
- Aster alatipes,
- Aster albanicus,
- Aster albescens,
- Aster alpinoamellus,
- Aster ananthocladus,
- Aster andringitrensis,
- Aster apinnatifidus,
- Aster arenarius,
- Aster argyi,
- Aster argyropholis,
- Aster armerioides,
- Aster asa-grayi,
- Aster ascendens,
- Aster,
- Asteroides,
- Aster auriculatus,

- Aster baccharoides,
- Aster bachtiaricus,
- Aster bahamensis,
- Aster bakerianus,
- Aster barbellatus,
- Aster baronii,
- Aster batangensis,
- Aster bergianus,
- Aster bietii,
- Aster bipinnatisectus,
- Aster bojeri,
- Aster bowiei,
- Aster bracei,
- Aster brachyphyllus,
- Aster brachytrichus,
- Aster brevis,
- Aster burgessii,

- Aster capusi,
- Aster caricifolius,
- Aster chimanimaniensis,
- Aster chingshuiensis,
- Aster cichoriacea,
- Aster ciliatus,
- Aster cinerarioides,
- Aster coahuilensis,
- Aster columbianus,
- Aster comptonii,
- Aster confertifolius,
- Aster curvescens,

- Aster decumbens,
- Aster diffusus,
- Aster dimorphophyllus,
- Aster diplostephioides,
- Aster divergens,

- Aster ensifer,
- Aster erucifolius,

- Aster falcifolius,
- Aster falconeri,
- Aster fanjingshanicus,
- Aster farreri,
- Aster fastigiatus,
- Aster filipes,
- Aster fischerianus,
- Aster flaccidus,
- Aster formosanus,
- Aster fragilis,
- Aster fulgidulus,
- Aster fuscescens,

- Aster giraldii,
- Aster glehnii,
- Aster gracilicaulis,
- Aster grisebachii,

- Aster handelii,
- Aster harrowianus,
- Aster harveyanus,
- Aster hayatae,
- Aster heleius,
- Aster helenae,
- Aster heliopsis,
- Aster henryi,
- Aster hersileoides,
- Aster herveyi,
- Aster heterolepis,
- Aster himalaicus,
- Aster hispidus,
- Aster hololachnus,
- Aster hualiensis,
- Aster hunanensis,
- Aster hybridus,
- Aster hypoleucus,

- Aster iinumae,
- Aster incisus,
- Aster indamellus,
- Aster ionoglossus,
- Aster itsunboshi,

- Aster jeffreyanus,
- Aster jishouensis,
- Aster juchaihu,

- Aster kansuensis,
- Aster kantoensis,
- Aster kayserianus,
- Aster komonoensis,
- Aster koraginensis,
- Aster kyobuntensis,

- Aster laka,
- Aster langaoensis,
- Aster lasiocladus,
- Aster latibracteatus,
- Aster latisquamatus,
- Aster lautureanus,
- Aster lavandulifolius,
- Aster laxifolius,
- Aster leonis,
- Aster limonifolius,
- Aster limosus,
- Aster limprichtii,
- Aster lindenii,
- Aster lingulatus,
- Aster lipskii,
- Aster longulus,
- Aster luzonensis,
- Aster lydenburgensis,

- Aster maackii,
- Aster maccallae,
- Aster madagascariensis,
- Aster magnus,
- Aster mangshanensis,
- Aster marchandii,
- Aster megalanthus,
- Aster menziesii,
- Aster methodorus,
- Aster milanjiensis,
- Aster miquelianus,
- Aster miser,
- Aster miyagii,
- Aster molliusculus,
- Aster moranensis,
- Aster morrisonensis,
- Aster motuoensis,
- Aster muliensis,
- Aster mutabilis,

- Aster nakaoi,
- Aster neo-elegans,
- Aster nigrocinctus,
- Aster nigromontanus,
- Aster nitidus,
- Aster novopokrovskyi,
- Aster nubimontis,

- Aster okanoganus,
- Aster oreophilus,
- Aster outeniquae,
- Aster ovalifolius,
- Aster ovatus,

- Aster panduratus,
- Aster paniculatus,
- Aster peduncularis,
- Aster peglerae,
- Aster perfoliatus,
- Aster philippinensis,
- Aster pleiocephalus,
- Aster pluriflorus,
- Aster polios,
- Aster poliothamnus,
- Aster popovii,
- Aster prainii,
- Aster pseudobakeranus,
- Aster pseudodumosus,
- Aster pseudoglehnii,
- Aster pujosii,
- Aster pycnophyllus,
- Aster pyrenaeus,

- Aster quitensis,

- Aster retusus,
- Aster rockianus,
- Aster roscidus,
- Aster rugulosus,
- Aster ruoqiangensis,
- Aster salicifolius,
- Aster salsuginosus,
- Aster salwinensis,
- Aster sampsonii,
- Aster sanczirii,
- Aster satsumensis,
- Aster sekimotoi,
- Aster semiamplexicaulis,
- Aster senecioides,
- Aster setchuenensis,
- Aster shennongjiaensis,
- Aster sibiricus,
- Aster sikkimmensis,
- Aster sikuensis,
- Aster silenifolius,
- Aster sinianus,
- Aster sohayakiensis,
- Aster souliei,
- Aster spathulifolius,
- Aster squamatus,
- Aster stracheyi,
- Aster striatus,
- Aster subintegerrimus,
- Aster subulatus,
- Aster sugimotoi,

- Aster taiwanensis,
- Aster takasagomontanus,
- Aster taliangshanensis,
- Aster tansaniensis,
- Aster taoyuenensis,
- Aster tataricus,
- Aster techinensis,
- Aster tenuipes,
- Aster thomsonii,
- Aster tientschwanensis,
- Aster tongolensis,
- Aster tricapitatus,
- Aster tricephalus,
- Aster trichoneurus,
- Aster trinervius,
- Aster tsarungensis,
- Aster turbinatus,

- Aster uchiyamai,

- Aster velutinosus,
- Aster vestitus,
- Aster viscidulus,
- Aster vvedenskyi,

- Aster willkommii,
- Aster woroschilowii,

- Aster yakushimensis,
- Aster yomena,
- Aster yoshinaganus,
- Aster yunnanensis,

- Aster zayuensis,
- Aster zuluensis

Man bør være opmærksom på, at denne slægt er blevet opdelt i tre: dels den nuværende (Aster) og dels slægterne Eurybia og Symphyotrichum